# 重慶交通大学駅
重慶交通大学駅（じゅうけいこうつうだいがくえき）は、中華人民共和国重慶市南岸区にある重慶軌道交通3号線の駅である。 駅番号は3/11。

## 歴史
- 2011年12月30日：開業。当時の駅名は「二塘駅」であった[1]。
- 2019年12月1日：現在の駅名に改称[2]。

## 駅構造
2階建ての高架駅で1階がコンコース、2階が2面2線の相対式ホームになっている。

### のりば
| 相対式ホーム        |
| ←3号線 魚洞方面     |
| 3号線 江北機場方面→ |
| 相対式ホーム        |

### 出入口
| 出口番号 | 位置 | 出口周辺 | 備考 |
| -------- | ---- | -------- | ---- |
| 1        |      |          |      |
| 2        |      |          |      |

## 隣の駅
重慶軌道交通
■3号線
八公里駅(3/10)  - 重慶交通大学駅(3/11)  - 六公里駅(3/12)